# ЯАЗ-206
ЯАЗ-206 — двухтактный шестицилиндровый дизельный двигатель для грузовых автомобилей, выпускавшийся на Ярославском автомобильном заводе с 1947 как минимум до начала 1990-х годов.
На основе двигателя ЯАЗ-206 создана четырёхцилиндровая модификация ЯАЗ-204.

## История
В начале 1947 года Ярославским моторным заводом было освоено производство двухтактного дизельного двигателя ЯАЗ-206 — адаптированной для суровых климатических условий (электрофакельную систему подогрева заменили на свою, жидкостную) копии  американского GMC «6-71» (6 цилиндров объёмом 71 кубический дюйм каждый), разработанного в конце 1930-х годов.
Двигатели GMC 6-71 6004 устанавливались на лёгких танках «Валентайн» модификаций Mk IV — Mk VII и Mk IX — Mk XI и средних танках «Шерман» модификации M4A2, многие из которых поставлялись в СССР по ленд-лизу, как, впрочем, и сборочные комплекты самих двигателей, а много позднее в США аналогичные двигатели под обозначением Detroit Diesel DDA 6-71 устанавливались в некоторые автобусы Ikarus.
После снятия с производства моделей автомобилей, на которые устанавливался этот дизель, его производство продолжилось. В дальнейшем эти двигатели использовались как стационарные, для различных установок, например дизель-генераторов.

## Описание
Двигатель дизельный, двухтактный, с прямоточной оконно-клапанной продувкой; в основном устанавливался на автомобили ЯАЗ-210, ЯАЗ-214 и КрАЗ-214, КрАЗ-219, КрАЗ-221, КрАЗ-222.
Блок цилиндров и головка блока цилиндров чугунные, со стальными сменными гильзами «сухого» типа.
Воздухоочиститель двухступенчатый, циклонного типа и инерционно-масляный.
Продувка обеспечивается трёхлопастным роторным нагнетателем типа Рутс с непосредственным приводом (от распределительных шестерён). Все детали нагнетателя, за исключением корпуса и роторов, идентичны нагнетателю двигателя ЯАЗ-204. Роторы и корпус удлинены по сравнению с этими же деталями нагнетателя ЯАЗ-204, вследствие чего нагнетатель ЯАЗ-206 имеет более высокую производительность. Роторы нагнетателя пустотелые, отлитые из алюминиевого сплава. Корпус нагнетателя так же отлит из алюминиевого сплава. 
Топливный насос высокого давления как агрегат у двигателя отсутствует, вместо него имеются шесть насос-форсунок (по числу цилиндров) с приводом плунжеров от распределительного вала через штанги и коромысла.
Регулирование подачи топлива — зубчатой рейкой, связанной с малыми шестернями плунжеров всех шести насос-форсунок. Зубчатая рейка проходит вдоль головки блока цилиндров.
Нижний распредвал установлен в блоке цилиндров с приводом чугунными распределительными шестернями с равным количеством зубьев. Выпускные клапаны (по два на цилиндр) приводятся в движкние через штанги, толкатели и коромысла.
Двигатель имеет двухрежимный регулятор оборотов: ограничивает максимальные обороты (2000 об/мин) и минимальные (380—400 об/мин). Регулятор оборотов также изменяет опережение впрыска топлива.
Остановка двигателя производится передвижением зубчатой рейки в положение ниже минимальных оборотов. Аварийная остановка в случае разноса производится опусканием воздушной заслонки перед двухроторным нагнетателем воздуха.

## Характеристики
Двигатель рядный шестицилиндровый.
Диаметр цилиндра: 108 мм
Ход поршня: 127 мм
Степень сжатия: 16
Рабочий объём: 6970 см³
Порядок работы цилиндров: 1-5-3-6-2-4
Мощность: 165 л. с. при 2000 об/мин (ЯАЗ-206А)
Мощность: 180 л. с. при 2000 об/мин (ЯАЗ-206Д)
Мощность: 205 л. с. при 2000 об/мин (ЯАЗ-206Б)
Крутящий момент: 691 Н/м (70,5 кгс/м) (ЯАЗ-206А)
Крутящий момент: 706 Н/м (72 кгс/м) (ЯАЗ-206Д)
Крутящий момент: 765 Н/м (78 кгс/м) (ЯАЗ-206Б)
Обороты максимального крутящего момента: 1300 об/мин